# St. Stephan (Landsham)

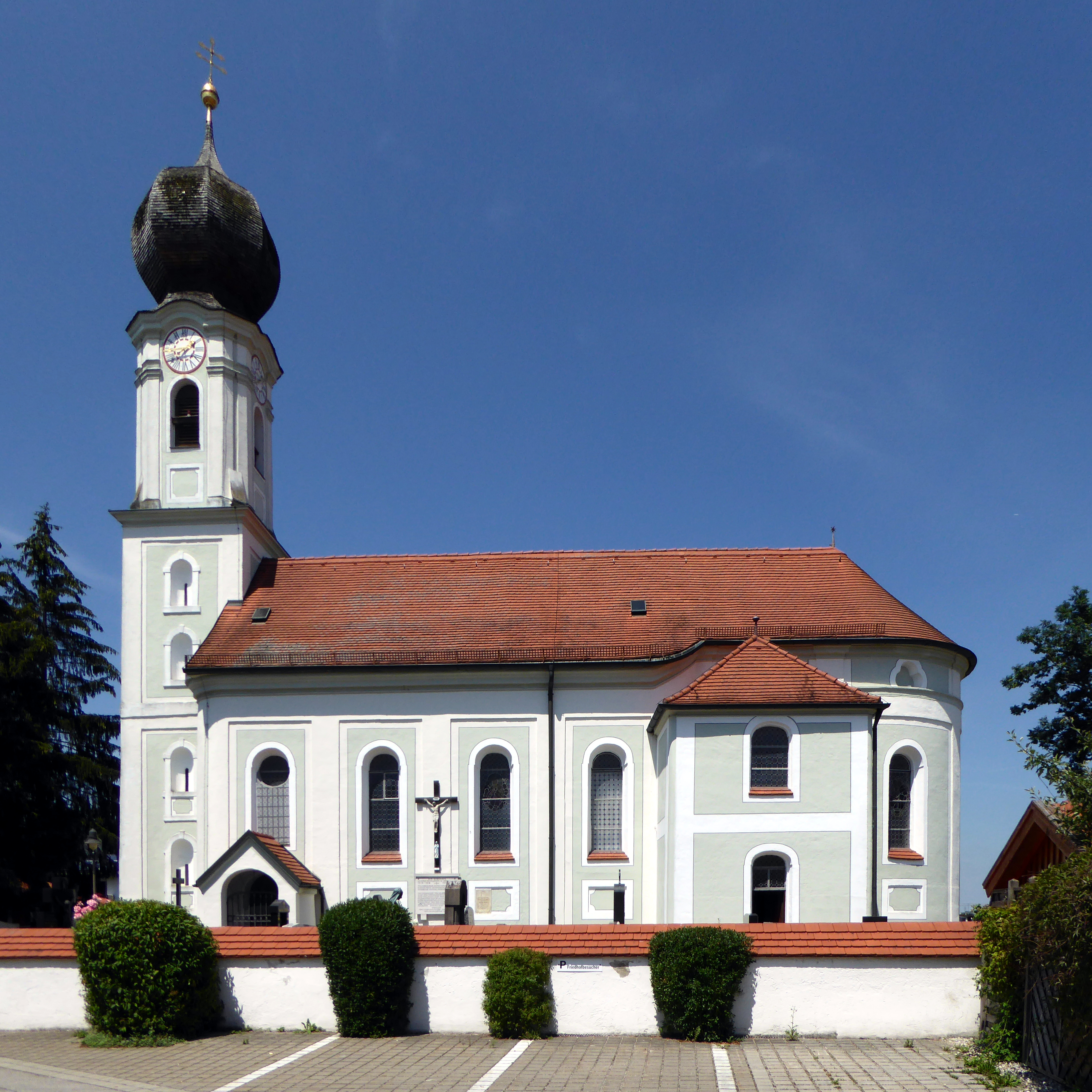
St. Stephan in Landsham

Innenansicht

Die römisch-katholische Filialkirche St. Stephan steht in Landsham, einem Gemeindeteil von Pliening im oberbayerischen Landkreis Ebersberg. Das Bauwerk ist in der Liste der Baudenkmäler in Pliening als Baudenkmal unter der Nr. D-1-75-133-6 eingetragen. Die Kirche gehört zum Dekanat München-Nordost im Erzbistum München und Freising.

## Beschreibung
Die barocke Saalkirche wurde 1758 nach einem Entwurf von Johann Baptist Lethner errichtet. Sie besteht aus dem Langhaus zu vier Jochen, dem eingezogenen, halbrund geschlossenen Chor im Osten, der Sakristei an der Südwand des Chors, in deren Obergeschoss ein Oratorium liegt, einem Vorbau an der Südwand des Langhauses und dem Kirchturm im Westen.
Der Innenraum des Langhauses, dessen Wände mit Pilastern gegliedert sind, ist mit einem  Stichkappengewölbe überspannt. Auf der Deckenmalerei von 1758 ist die Steinigung des Stephanus dargestellt. Die Kanzel wurde von Matthias Fackler gebaut. Die Skulptur des Guten Hirten im Chorbogen wird Christian Jorhan dem Älteren zugeschrieben.
Die Orgel mit acht Registern wurde 1998 von Frenger & Eder in neuzeitlicher Formsprache erbaut.